# KTM (奧地利公司)
KTM（全稱KTM Sportmotorcycle AG）是一家奧地利電單車、單車和轻便摩托车製造商，於1934年由工程師漢斯·特魯肯波爾茲（Hans Trunkenpolz）於奧地利城鎮馬迪霍芬（Mattighofen）創立。公司最初專營金屬加工，店名為Kraftfahrzeuge Trunkenpolz Mattighofen（馬迪霍芬特魯肯波爾茲汽車，簡稱KTM）。1954年起，KTM開始製作電單車。
KTM起初製造的產品多為越野電單車，但近年也開始涉足一般街道電單車和跑車的製造。

## 歷史

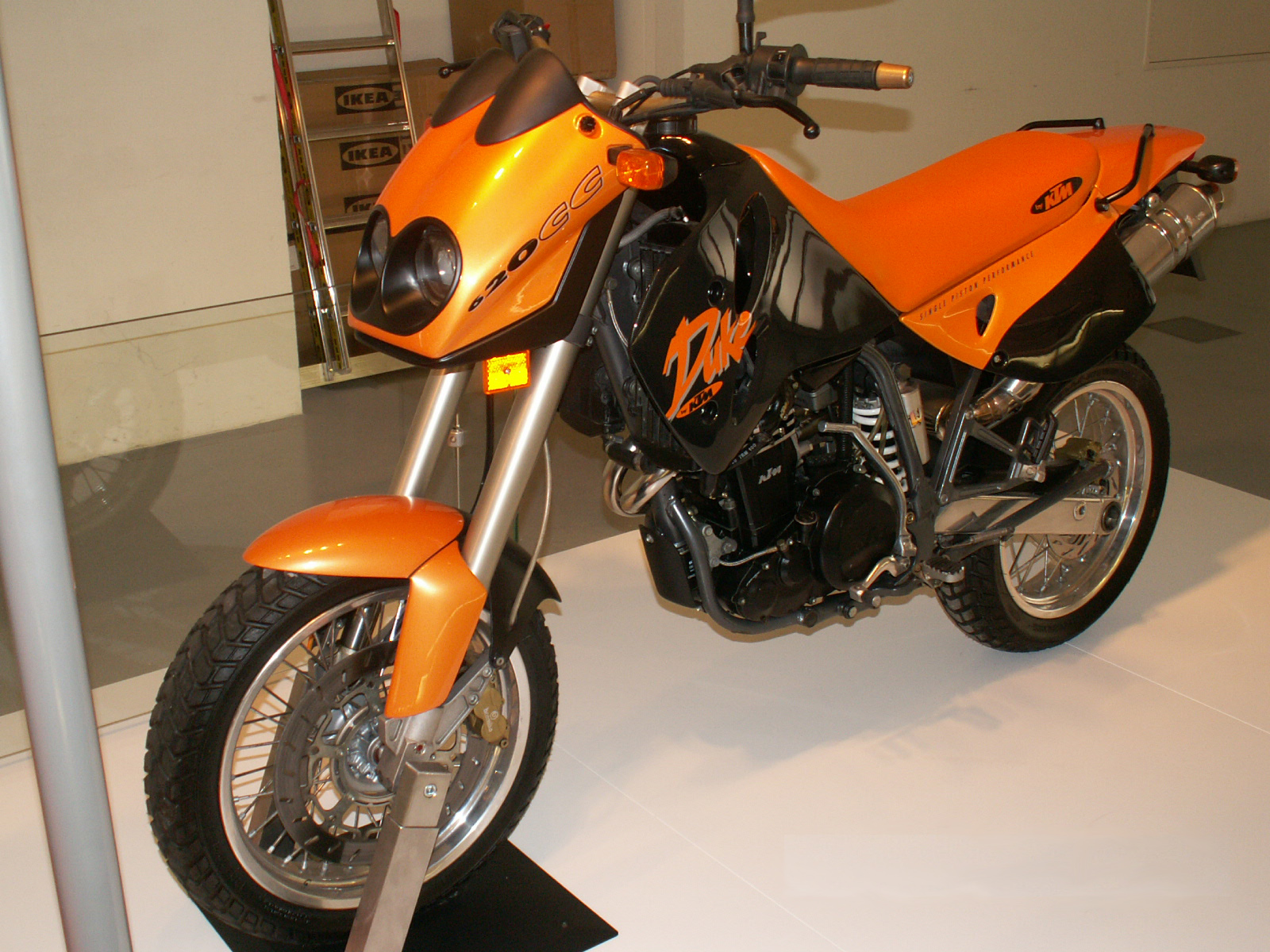
KTM 620 Duke，KTM首輛量產超級電單車

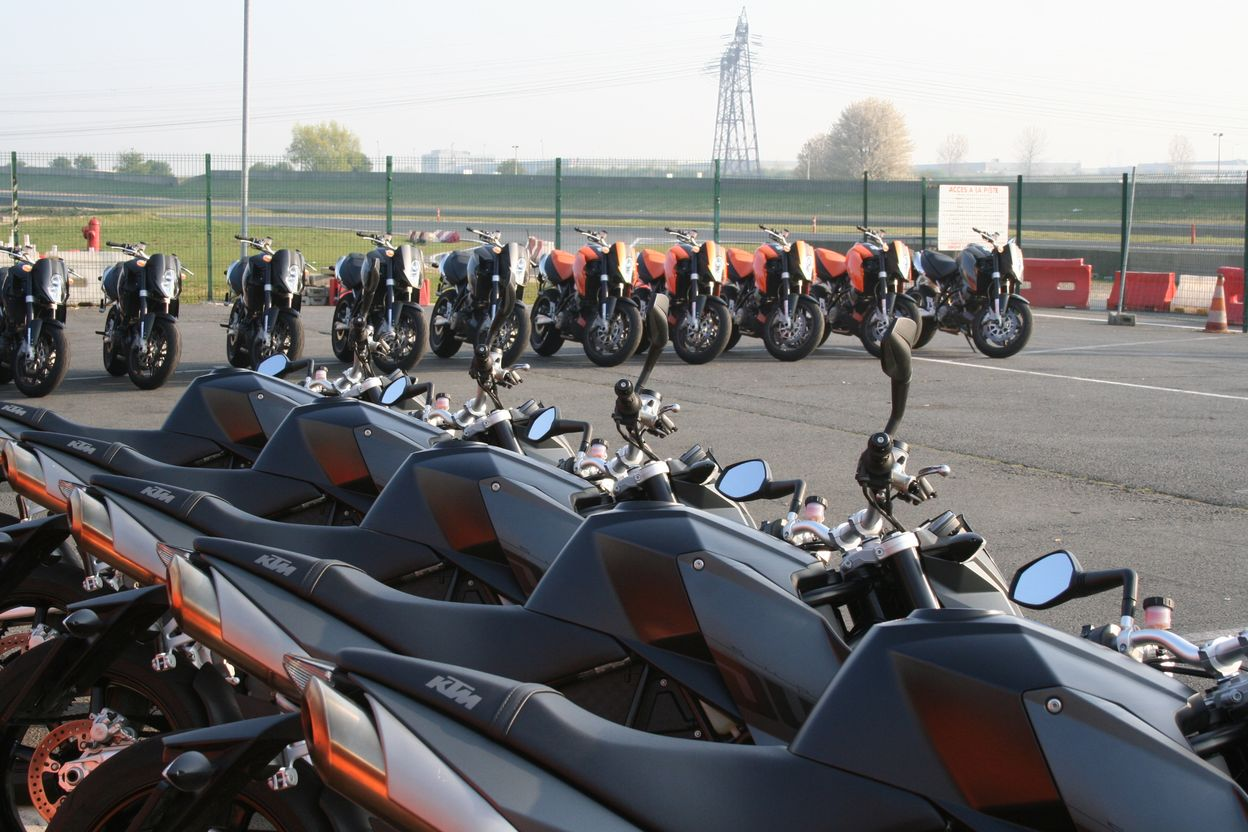
卡洛賽車場（Circuit Carole）上的KTM 990 SuperDuke

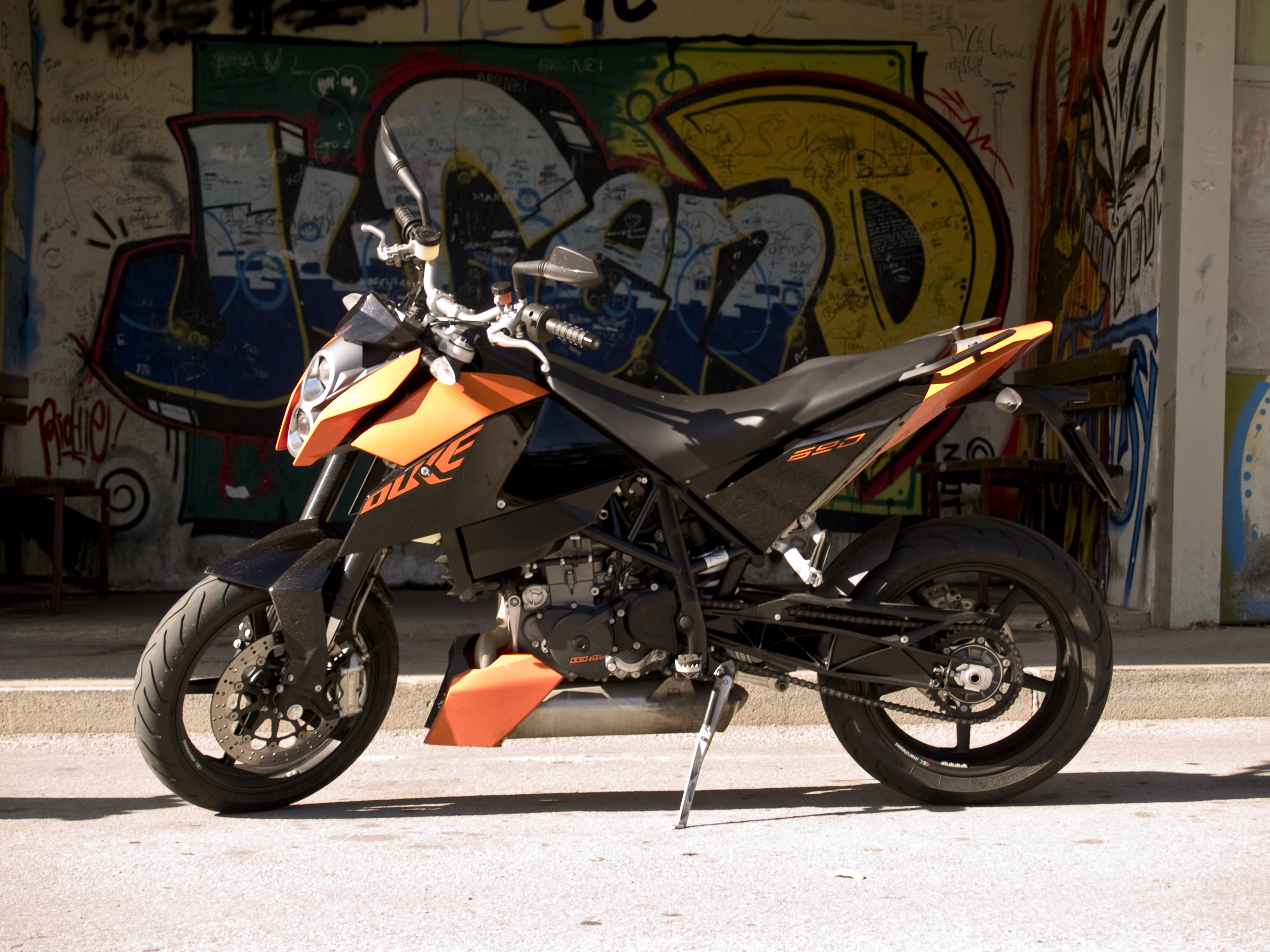
KTM 690 Duke Orange

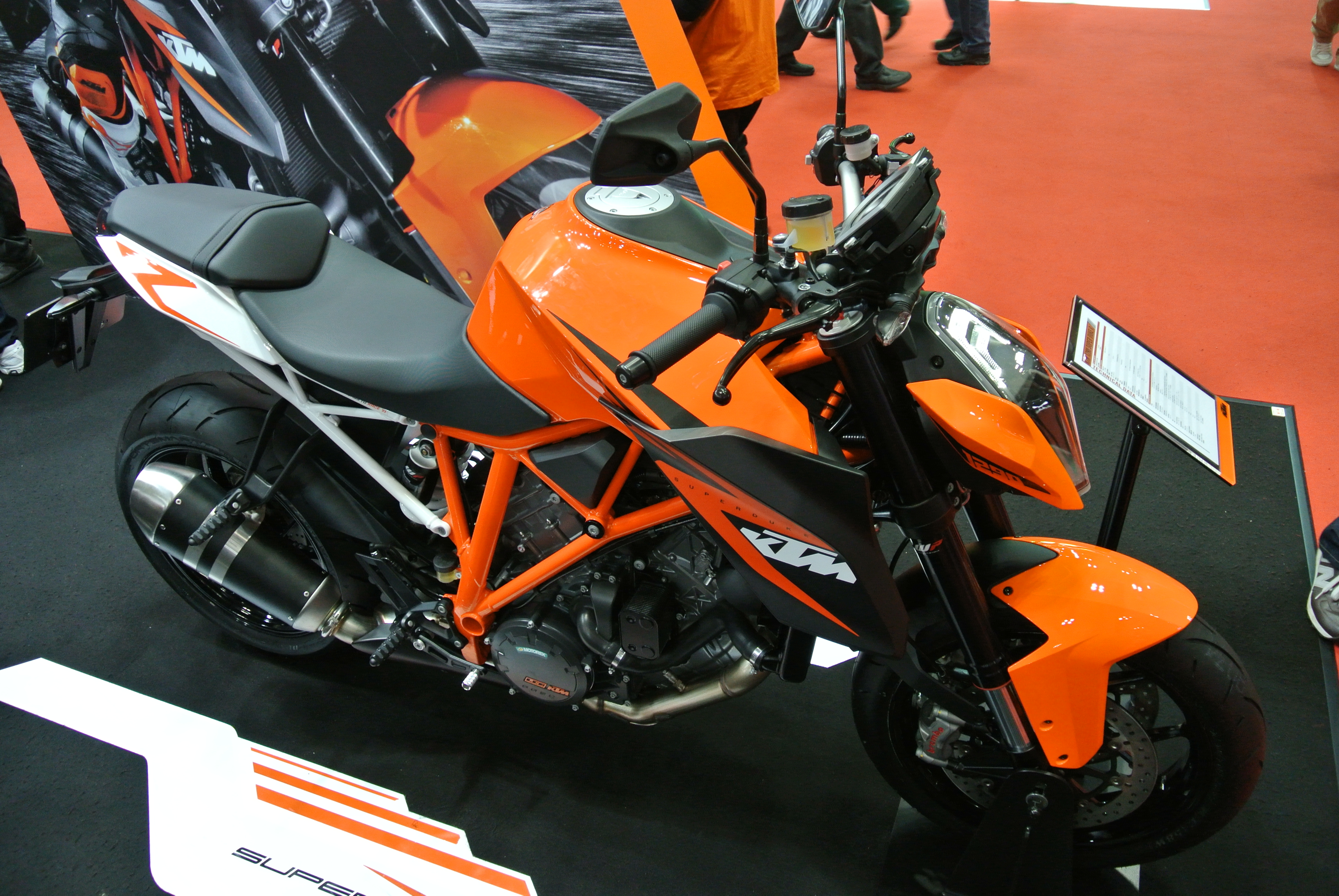
KTM 1290 Super Duke R

KTM起源於由工程師漢斯·特魯肯波爾茲於1934年在奧地利的馬迪霍芬創立的金屬加工店——Kraftfahrzeuge Trunkenpolz Mattighofen（馬迪霍芬特魯肯波爾茲汽車）。公司要到1953年才開始生產電單車。當時公司只有20名員工，所以每天只可以生產三輛電單車。1955年，一位名叫恩斯特·克朗列夫（Ernst Kronreif）的商人收購了KTM公司大量股份並成為了公司大股東之一，自此公司易名為Kronreif & Trunkenpolz Mattighofen（首字簡稱仍為KTM）。漢斯·特魯肯波爾茲於1962年心臟病發逝世，他的兒子埃里希·特魯肯波爾茲承繼了他的職位。
早期KTM生產電單車的日子裡，差不多所有組件都由KTM自家製造。

## 設計
1990年起，KTM的電單車及跑車（即X-Bow，見下文）均由薩爾斯堡的設計公司KiskaDesign設計。KiskaDesign負責了KTM整個品牌設計，包括了車輛、店面、展覽及印刷品等。

## 公司架構
1992年，KTM公司資不抵債，業務被分拆為三部份：
- KTM Sportmotorcycles GmbH（電單車業務），1994年更名為現時的KTM Sportmotorcycles AG
- KTM Fahrrad GmbH（單車業務）
- KTM Kühler GmbH（散熱器業務）

2005年財政年度期間，KTM在全球各地總共交付了80,000輛電單車，並與美國雪地車輛及全地形車製造商北極星工業（Polaris Industries）建立伙伴關係。根據合約，兩家公司將協力推銷對方的品牌產品並打入對方的市場內，即KTM將其市場拓展至北美和把北極星工業帶入歐洲市場。這個試驗性計劃本來為期兩年，雙方於期滿後更可以選擇是否與對方合併。可是，KTM於2006年宣佈提早結束與北極星工業的伙伴關係，並只會向對方提供450cc和525cc兩款RFS引擎。
2007年11月，印度雙輪車製造商巴賈吉汽車（Bajaj Auto）收購了KTM Power Sports AG（KTM Sportmotorcycles AG的母公司）14.5%股權。KTM與巴賈吉簽訂了合作交易，KTM將為兩者合作開發的水冷式四衝程循環125cc和250cc引擎提供技術支援，而巴賈吉則負責KTM在印度和其他數個東南亞國家的銷售工作。2007年12月，巴賈吉將持股量提高至20%以上，2010年11月更增至38.09%。截至2011年5月，巴賈吉汽車總共持有KTM Power Sports AG 39.03%的股權。
另一方面，瑞典電單車製造商胡薩堡（Husaberg AB）和荷蘭的WP懸掛系統（WP Suspension）成為KTM集團（KTM Group）的附屬公司。

## 賽車贊助

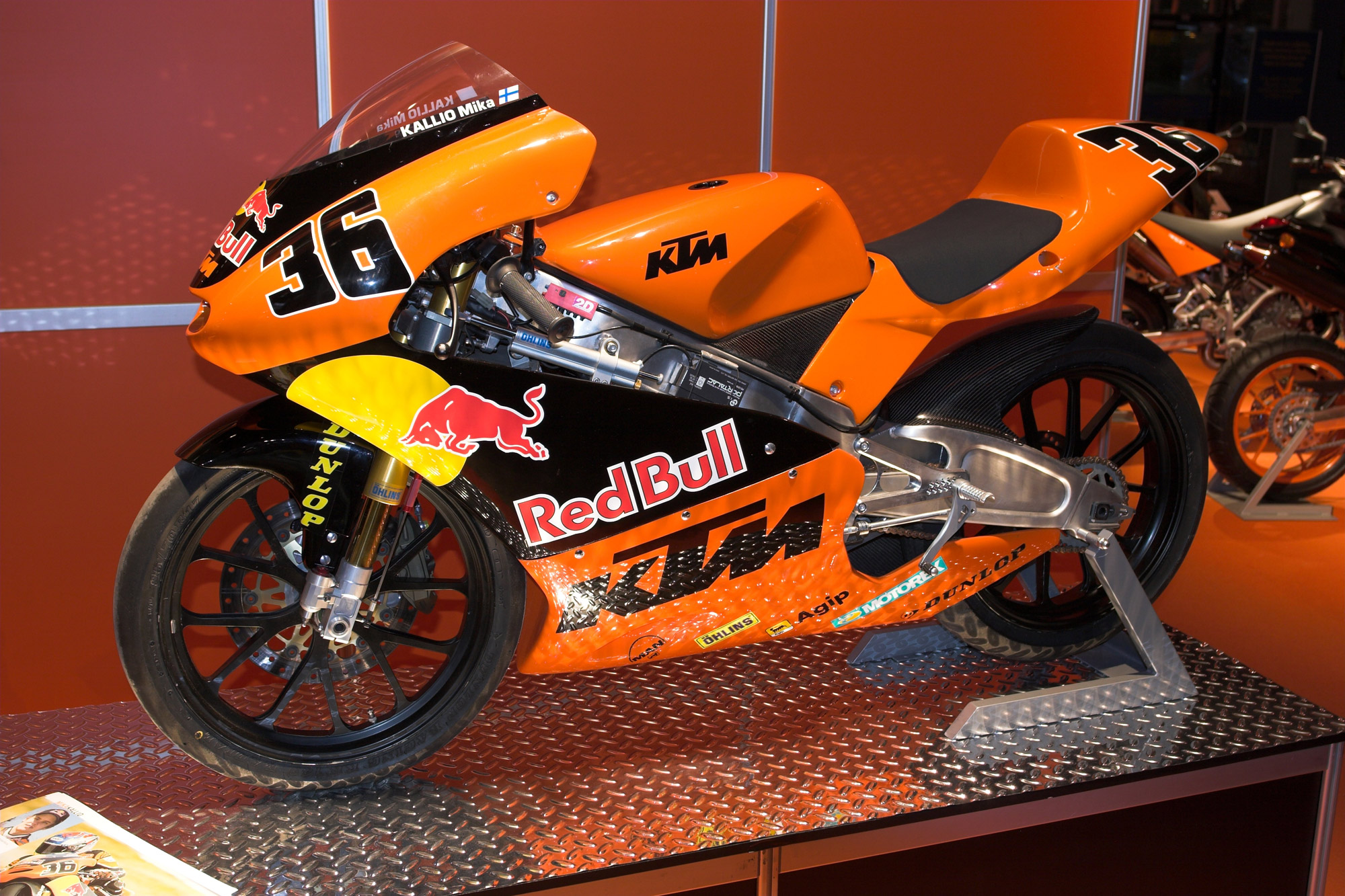
由米卡·卡里奥（Mika Kallio）所駕駛的125cc電單車

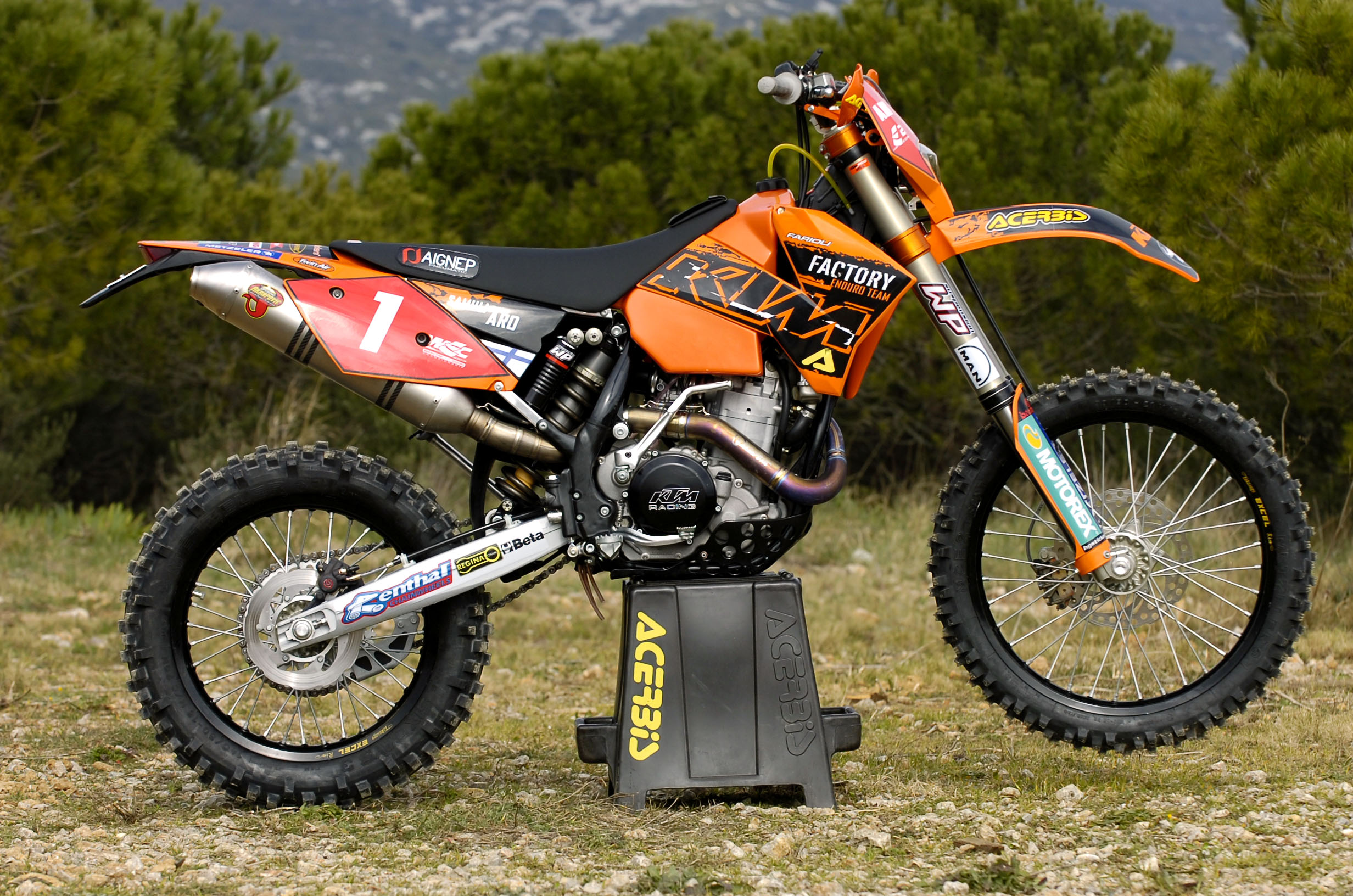
薩穆利·阿羅（Samuli Aro）的世界Enduro錦標賽（World Enduro Championship）E2級別電單車

KTM涉足賽車界的歷史始於Motocross越野電單車賽事。過去數年裡，KTM電單車雄霸了多個跨國越野賽，包括達喀爾拉力賽和阿特拉斯拉力賽（Atlas-Rally）。2003年，KTM開始以不同方式贊助和支持賽道電單車賽（Road racing），當中成績最佳的屬超級電單車（Supermoto，一種包括了繞圈賽、越野障礙賽和賽道賽的電單車競賽）。KTM亦借助新開發、名為「LC8」的V2引擎，把競速重點伸展至超級電單車（Superbike）競賽，950 Adventure型號和2005／2006年的990 Super Duke型號以及稍後的超級電單車型號1190 RC8均用上這款新引擎。Super Duke型號將搭配一台馬力輸出更大的第二代LC8引擎，第二代引擎經過調整，在高轉數時提供更大動力以配合賽道賽車及超級賽道賽車的需要；而RC8型號則搭配一台1,190cc版本的LC8引擎，在中轉數表現更好。
另外，KTM也為其較重型的電單車型號提供系統不同的液冷式引擎。
KTM的品牌及車隊顏色是橙、黑和銀色。為令品牌形象更加鮮明，所有來自KTM車廠、可用於比賽的電單車，塑膠部份用上招牌的亮橙色，散熱器罩上也裝配了「KTM」標誌。另外，所有原廠KTM電單車都已預先注入Motorex的機油，而引擎外也貼上Motorex貼紙。一些例外的情況（如達喀爾拉力賽）中，也會發現某些KTM電單車髹上其他塗裝顏色。

## 越野電單車

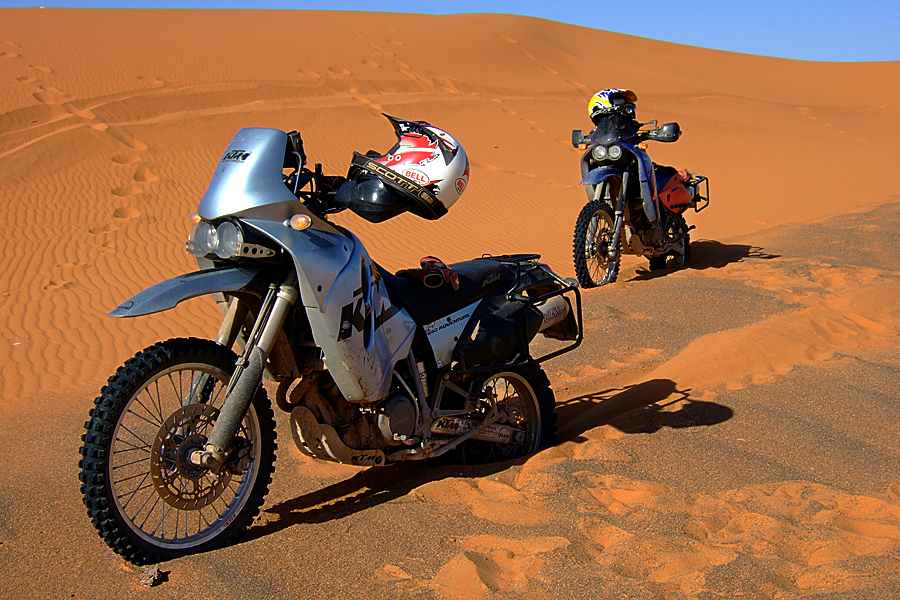
KTM 640 Adventure

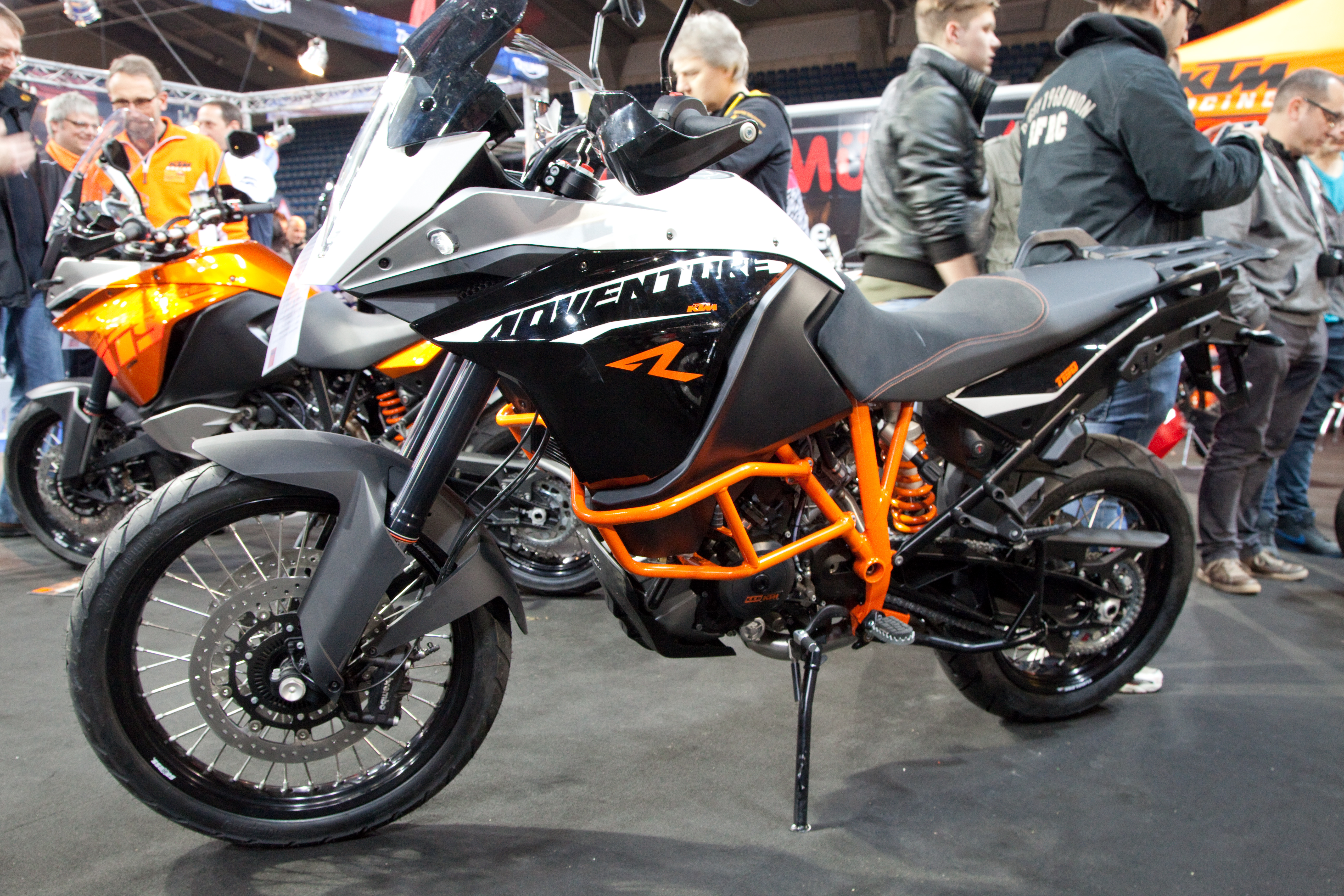
一輛KTM 1190 Adventure R

「越野」（off-road）一詞指在非傳統敷設地面上駕駛，地面多是天然和顛簸不平的，例如沙地、碎石路、河流、泥濘地或雪地等。要在這些地形上通行，有時必需駕駛專門設計在越野環境中使用的車輛，如運動型多用途車（SUV）、全地形車（ATV）、雪上摩托車或爬山單車等，又或配備有越野輔助裝置的車輛。KTM即為其中一家製造這類車輛的廠商。
Motocross系列－2010 SX系列包括65、85、105、150和250cc二衝程循環型號，以及250、350和450cc四行程循環型號。2005年，KTM推出了新型號250SX-F。在2007年，全部四行程循環引擎都按照250 SX-F版本重新設計，採用雙頂置凸輪軸（DOHC）四氣門設計，名為「RC4」。SX-F是KTM於2007年起推出的競賽用越野電單車系列。
為應對美國電單車手協會（American Motorcyclist Association，AMA）業餘級別賽事的改制，KTM製作了一款144cc的150SX型號電單車。
越野（Cross-Country）系列－XC系列包括150、250和300cc二衝程循環以及250、450和525cc四衝程循環型號，取代了舊有的MXC系列。XC系列的特色包括密齒比（close-ratio）變速器、更硬的懸吊系統，以及參照SX系列、衝程更短的四衝程循環系統。2007年，KTM推出以2006 SX型號為基礎的250XC-F。
XC-W系列分為200、250和300cc二衝程循環以及250、450和530cc（實際為510cc）四衝程循環型號。XC-W系列與XC系列比較起來，配有較軟的懸吊系統和較遠齒比的變速器。KTM公司以XC-W取代EXC二衝程系列，以便應對美國國家環境保護局的限制。二衝程版本則繼續作為EXC系列在歐洲市場發售。
Enduro系列－2009年的EXC系列包括250、450和530cc（實際為510cc）四衝程循環以及125、200、250和300cc二衝程循環型號。EXC系列長久以來都是很受歡迎的Enduro賽車電單車，銷量遠超其他品牌的同類車型。自2008年起，自2000年起沿用的RFS引擎被全新的XC4所取代。
超級Enduro系列－包括690cc和950cc型號，為enduro和山徑電單車（trail bike）的混合體。
超級電單車（Supermoto）系列－KTM生產了數款超級電單車，由450（450sx-f的超級電單車版本)至690cc不等，另外又生產了四款非賽車主導的625、654、950和990cc型號。KTM是第一家向大眾銷售可作比賽的超級電單車的廠商，而他們贊助的賽車手更在美國超級電單車賽中名列前茅。
最新的LC8 SuperMoto 950型號獲得英國電單車報刊極佳的評價。
街道／越野兩用（Dual-sport）Adventure系列電單車分別裝備LC4引擎（Adventure 640、640R）和LC8引擎（Adventure 950、950S和990），其中640R是多次勝出達喀爾拉力賽的Rally 660型號的原型車。

## KTM二衝程循環引擎的發展
由於Motocross越野電單車的主要規則變得更有利於四衝程循環電單車，構造更簡單、價格更便宜的二衝程循環電單車逐漸被淘汰。當其他廠商決定放棄發展二衝程循環型號時，KTM反而大力研發和改善它的二衝程循環型號，並且在這個市場中有很高的佔有率。
KTM研發了一款144cc的二衝程循環MX電單車，以迎合2008年AMA Ｍotocross電單車的級別轉變。這個轉變將二衝程循環電單車帶回比賽，吸引更多參賽者，這是因為二衝程循環引擎維護費用較低。
環保團體一直嘗試令二衝程循環引擎退出市場，因為二衝程循環引擎比四衝程循環引擎製造更多廢氣。但是最新的技術令二衝程循環引擎也可以燃燒得更乾淨並通過更嚴格的綠色標準。KTM將繼續研發改進二衝程循環電單車型號，並已開始研究燃油直噴技術（Direct Fuel Injection，簡稱DFI）。燃油直噴系統在活塞閉塞了排氣口之後，以超過100巴的高壓將燃油噴射進燃燒室內，這個技術可以消除差不多所有未完全燃燒的燃油，有助減少排放至大氣之中的廢氣。
2011年，KTM為它的二衝程循環引擎換上新裝，2012年又首次為SX和XC系列加上連動後減震器（rear shocks）。

## X-Bow

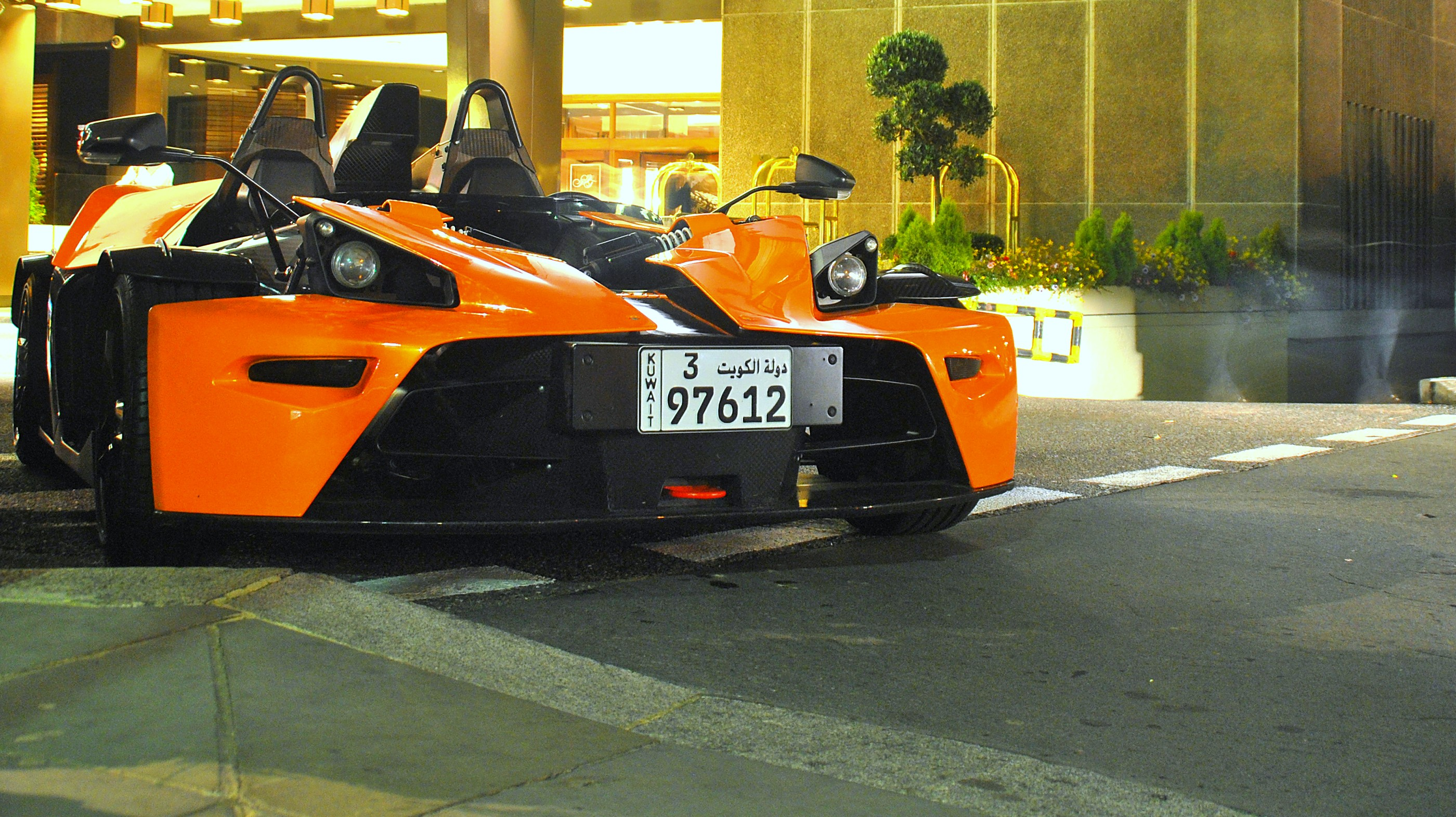
一輛在科威特註冊的KTM X-Bow，攝於倫敦

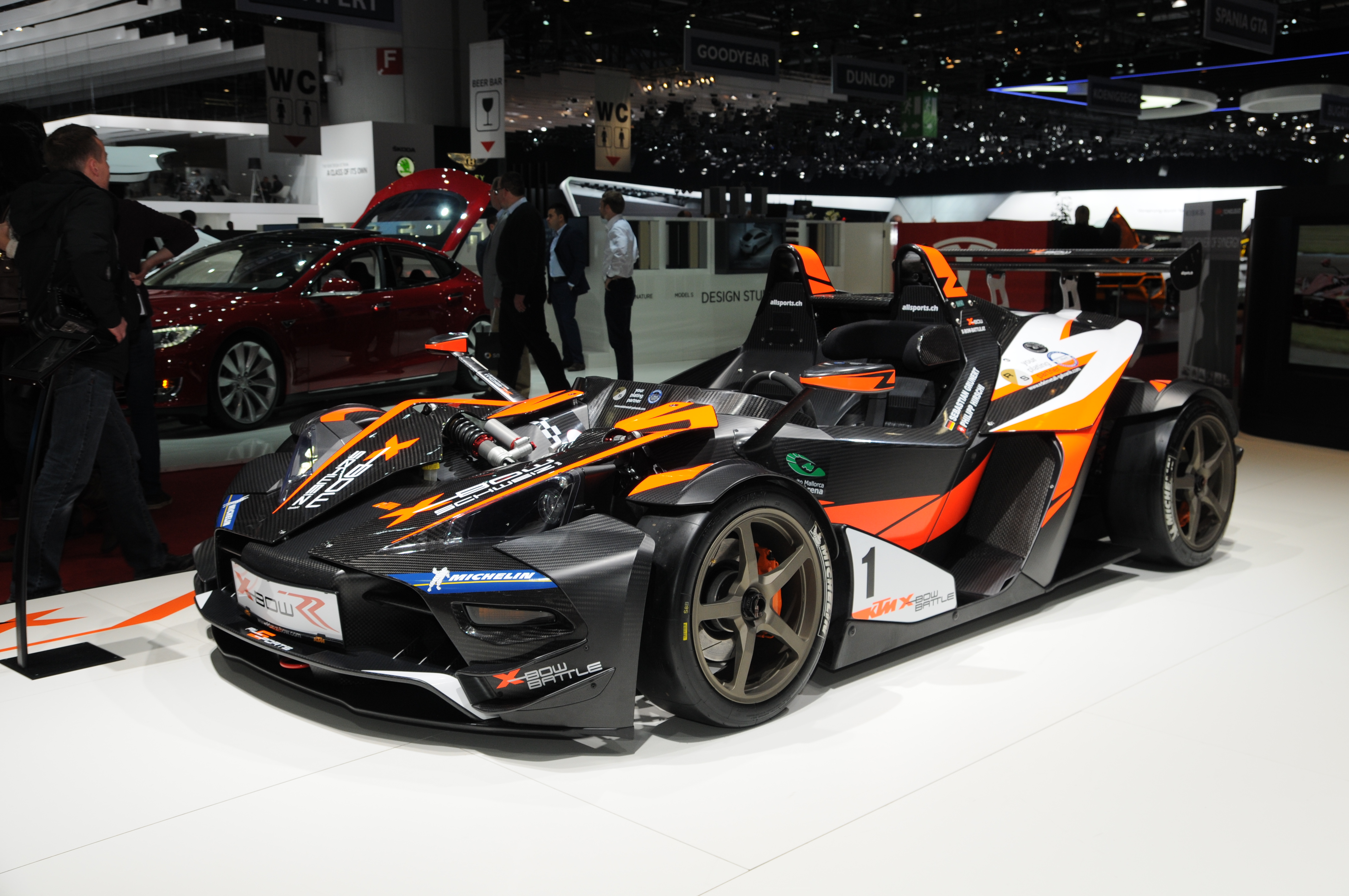
KTM X-Bow R

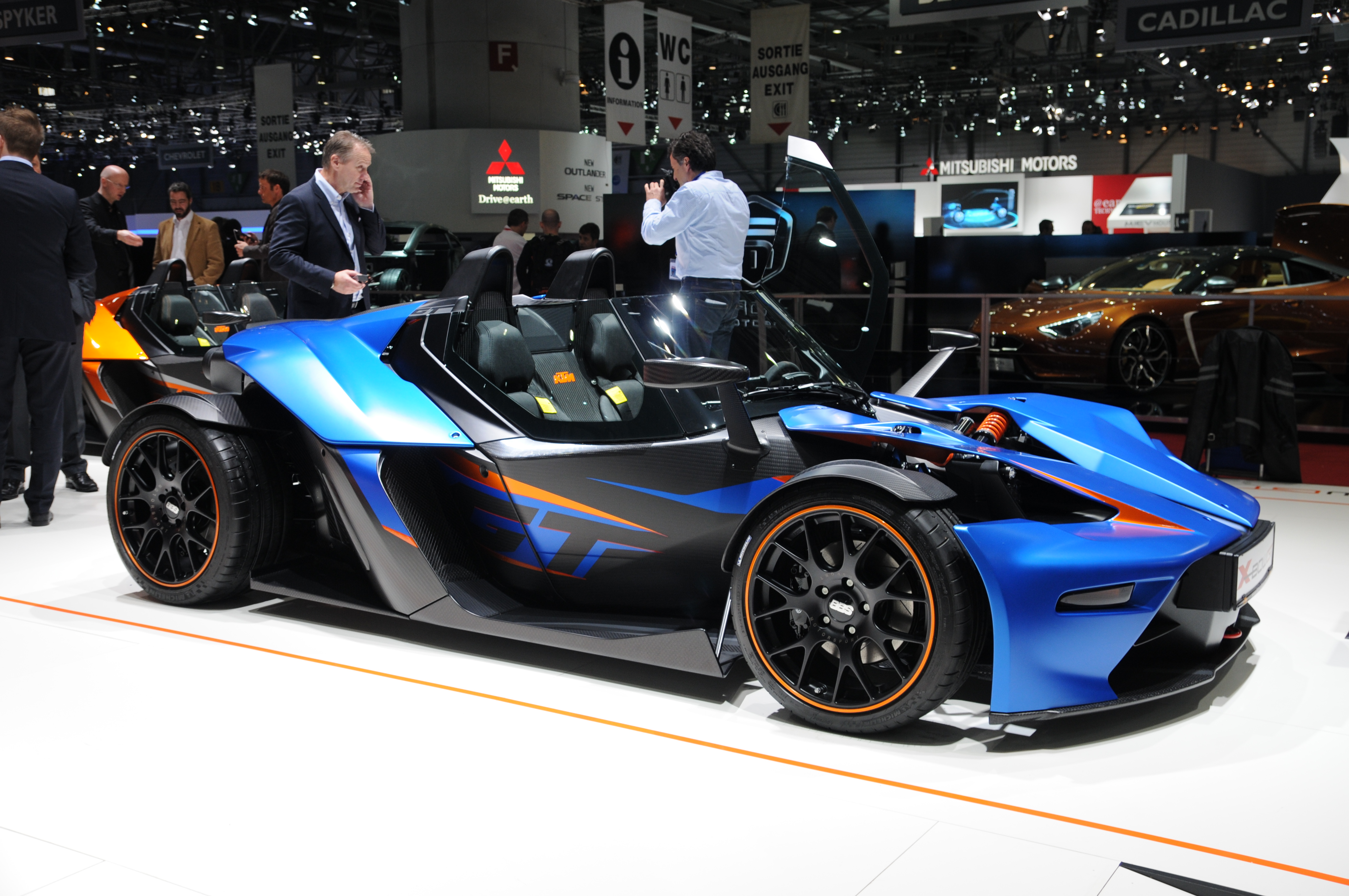
KTM X-Bow GT

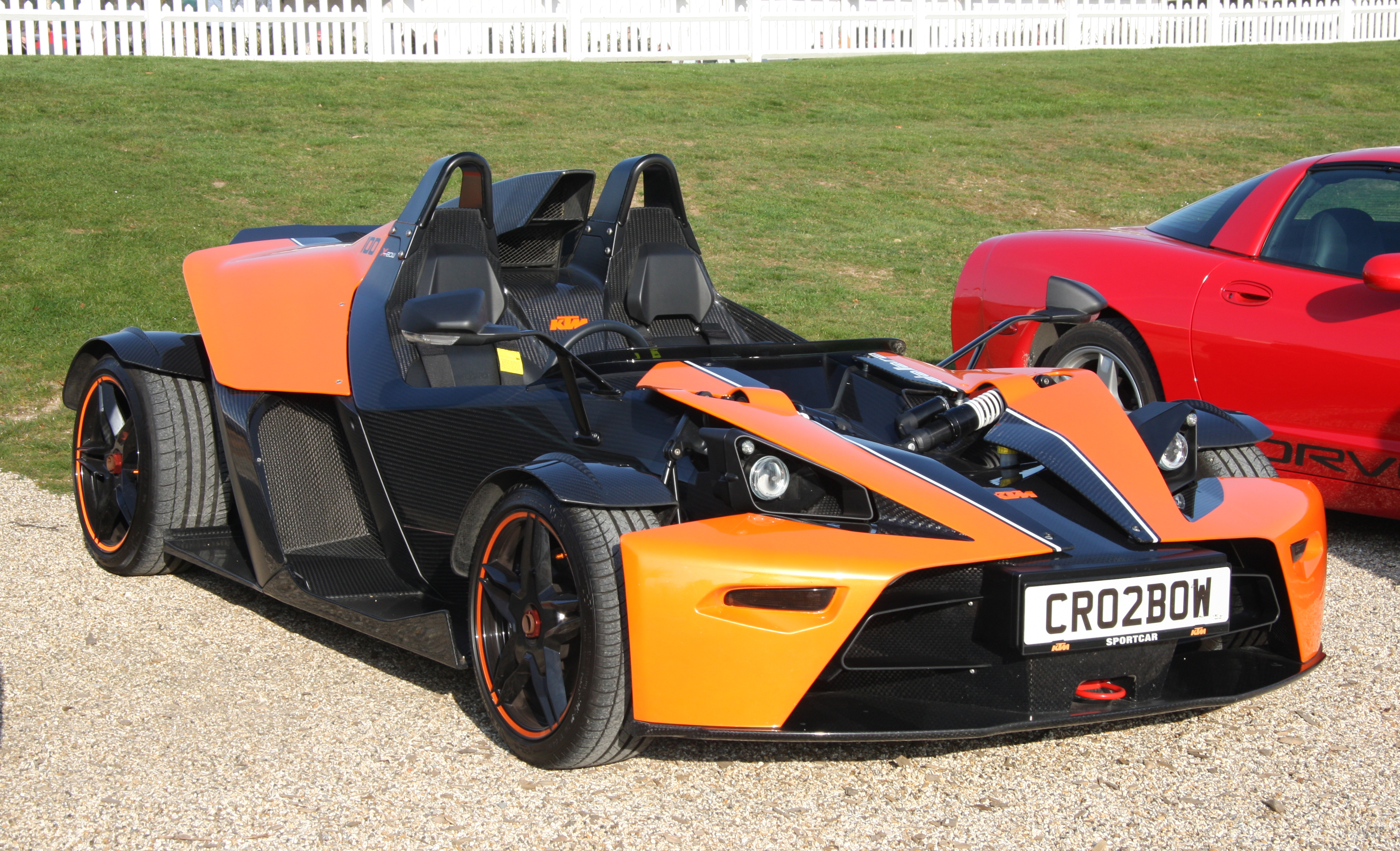
一輛KTM X-Bow

2006年開始，KTM聯同Kiska Design、奧迪和意大利賽車底盤製造商達拉拿（Dallara）開始研發一輛超輕量而且可在歐洲街道上合法行駛的跑車，名為X-Bow（讀crossbow）。X-Bow裝載一台奧迪引擎和一具來自達拉拿的底盤，全車僅重640公斤（1,400磅），只設兩個座位。首次展示於2007年3月8日的日內瓦汽車展中。
X-Bow搭載一台奧迪四汽缸2.0公升渦輪增壓引擎。2008年的型號在5,500rpm時可製造237匹的馬力，在2,000至5,500rpm時可輸出310牛頓米的力矩，由靜止加速至100km/h只需3.9秒，極速達每小時217公里（每小時134.9英里）。2011年的X-Bow R型號所搭載的奧迪引擎更調校至擁有296匹馬力，在3,300rpm時可輸出400牛頓米的力矩。
KTM原本打算每年只會製造500台X-Bow，但由於需求甚殷，故此KTM將產量倍增至每年1,000台，更在格拉茲附近增建廠房，以應付需要。

### 參與賽事
X-Bow參加了2008年度的國際汽車聯盟GT4冠軍賽超級跑車組的賽事，更在意大利蒙札賽車場（Autodromo Nazionale Monza）登上頒獎台，又在法國的保羅·阿瑪格納克賽車場（Circuit Paul Armagnac）的濕滑賽道上取得資格賽首發桿位。
獲得國際汽車聯盟認證的KTM X-BOW GT4型號車可作賽車用途，自2008年起便競逐每年的世界車王爭霸賽（Race of Champion）。
自2010年起舉辦的KTM X-BOW Battle賽事是德國房車賽的支持活動，分別於2010年在意大利亞德里亞國際賽車場（Adria International Raceway）及2011年在德國的勞奇茲歐洲賽道EuroSpeedway Lausitz）舉行。

### 獲得獎項
- 獲英國著名汽車電視節目Top Gear選為2008年年度跑車[9]

## 聯營
2008年1月8日，巴賈吉汽車宣佈將與KTM共同研製新款的125cc和250cc電單車並投入歐洲和遠東市場。這兩款電單車將以掛上KTM標誌。

## 外部連結
- International website （页面存档备份，存于）
- KTM Bicycles （页面存档备份，存于）
- KTM Car Company（页面存档备份，存于）